# Mickalene Thomas
Mickalene Thomas (28 gennaio 1971) è un'artista e regista statunitense.
L'artista afroamericana è conosciuta per i suoi dipinti realizzati con strass, smalti e acrilico. La sua arte ha le sue radici nella pop art, e ruota attorno ai concetti di femminilità, bellezza, razza, sessualità e genere.

## Biografia
Nasce a Camden, in New Jersey, il 28 gennaio 1971. Viene cresciuta a Hillside ed East Orange dalla madre Sandra Bush, che la avvicina per prima al mondo dell'arte facendole frequentare con il fratello corsi doposcuola presso il Newark Museum e l’Henry Street Settlement a New York. La sua infanzia è segnata dalla tossicodipendenza della madre e del patrigno, e dopo l'arresto di quest'ultimo va a vivere con la nonna.
Dalla metà degli anni '80 all'inizio degli anni '90 si trasferisce a Portland per studiare diritto e teatro, lavora per due anni e mezzo in uno studio legale e per la prima volta entra in contatto con molti artisti e musicisti tra cui Thomas Lauderdale e Patrick Abbey. È da questi incontri e dall'osservazione di artisti come Jacob Lawrence, William H. Johnson e Romare Bearden, che trae l'ispirazione per i suoi primi lavori, e diviene consapevole del fatto che si può fare arte a partire dalla propria esperienza. Incoraggiata da un amico si iscrive al Pratt Institute, dove si laurea nel 2000, e nel 2002 frequenta un master alla Yale School of Art. È artista ospite presso lo Studio Museum a Harlem dal 2000 al 2003 e successivamente presso la Versailles Foundation Munn Artists Programm, a Giverny. Da quel momento collabora con varie istituzioni, tra cui la Skowhegan School of Painting and Sculpture, l'Anderson Ranch Arts Center, lo Studio Museum, il Vermont Studio Center, il Yale Norfolk Summer of Music and Art.
Dichiaratamente omosessuale, è stata sposata con Carmen McLeod, artista e designer con la quale ha una figlia.

### Influssi artistici
Nei primi anni della sua carriera, incontra esponenti del movimento DIY (Do It Yourself), sostenitori dell'indipendenza dalle major nella produzione discografica e artistica. Anche la moda è un suo riferimento costante, così come l'arte africana, da cui l'artista si ispira soprattutto per quanto riguarda spazi e colori. Significativa è anche l'influenza di Romare Bearden. Tra le opere che più l'hanno influenzata ci sono Kitchen Table e la serie Ain't Jokin di Carrie Mae Weems, viste in una retrospettiva al Portland Art Museum nel 1994. È anche grazie a queste che incomincia a interrogarsi su temi come l'identità, la sessualità, il colore della pelle, i valori culturali dominanti. Sceglie così di cambiare il suo percorso di studi, entrando all'Istituto Pratt di New York e di utilizzare la sua esperienza biografica nelle sue opere. Tra i suoi riferimenti culturali c'è, inoltre, il genere cinematografico detto blaxpoitation.

### Temi

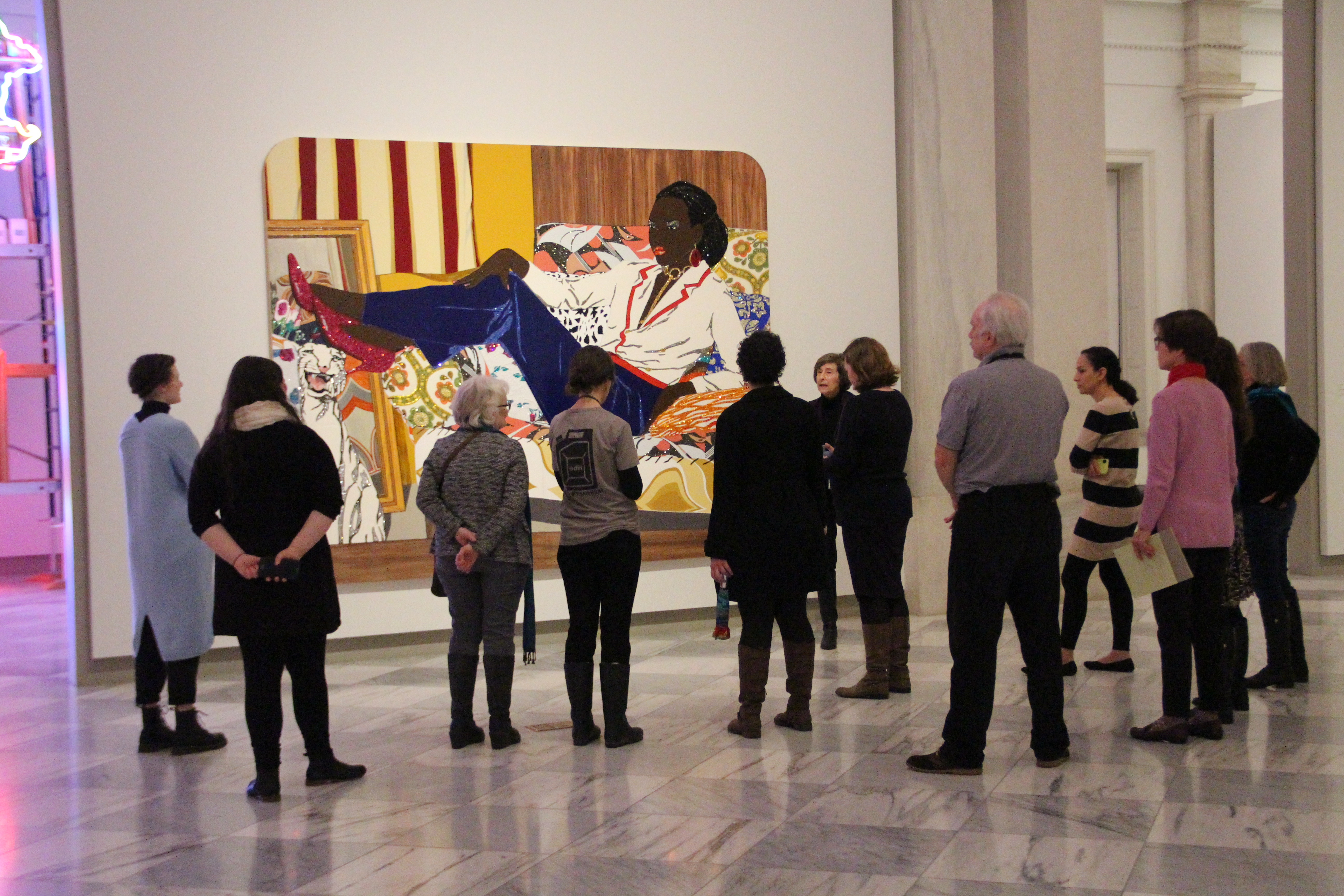
Visitatori di fronte al "Ritratto di Mnonja" di Mickalene Thomas (Smithsonian American Art Museum).

Nelle sue opere indaga i temi della celebrità, della femminilità e del potere. Nei suoi dipinti e nei collage, rappresenta prevalentemente donne afroamericane in pose provocanti su fondi decorati. Solitamente nude o seminude, assumono pose e sguardi determinati e sempre diretti all'osservatore. Enfatizza il loro potere, celebra la loro bellezza, sfidando il predominio dello sguardo maschile nell'arte. Ribalta lo stereotipo della donna silenziosa e inferiore, vittima dello sguardo dell'osservatore. Le sue donne sono orgogliose della loro pelle nera e anche dettagli apparentemente insignificanti, come i capelli spettinati hanno l'obiettivo di incoraggiare le donne nere ad accettarsi senza doversi adattare a un ideale di bellezza imposto dalla società.
Ritrae soprattutto donne celebri come Eartha Kitt, Oprah Winfrey, e Condoleezza Rice. Il suo ritratto di Michelle Obama, ispirato al ritratto dell'ex First lady Jacqueline Kennedy Onassis di Andy Warhol, è stato esposto alla National Portrait Gallery's di Washington nella mostra Americans Now show. Come donna omosessuale nera vuole dare forza alle donne come lei, sottolineandone la bellezza erotica. Tra i materiali che usa ci sono anche strass, acrilico e smalto, scelti perché si riferiscono direttamente all'idea di artificio, che diventano quindi parte integrante del concetto che vuole comunicare.
Attingendo ai suoi studi di storia dell'arte e rifacendosi all'esperienza dell'Hudson River School, rivisita opere di autori celebri quali Édouard Manet, Henri Matisse, e Romare Bearden, al fine di scoprire "La bellezza da una prospettiva contemporanea influenzata dalla cultura polare e dalla pop art". A partire dalla lettura di Lacan e alla sua teorizzazione dello stadio dello specchio, si avvicina al tema, all’idea di vedersi ed essere visti e a come tale relazione si sviluppa. Spesso nel momento del concepimento di un’idea afferma di specchiarsi, e alla domanda “Chi c’è in quello specchio?” Risponde: “Sono sempre io. A volte anche mia madre, mia nonna o la mia bisnonna. A volte c’è una persona che non ho mai visto prima, a volte la persona che vorrei essere. A volte c’è la persona che spero di essere o che ancora non sono. Ma quando guardo nello specchio dico “sii semplicemente vera, vera vera. È tutto ciò che posso fare”".

### Film, musica e videoarte
Oltre ai dipinti, utilizza fotografie, collage, incisioni, sculture, installazioni e video, ed è in questi ultimi che ricerca quei "momenti sottili e sfuggenti che vengono persi in una fotografia o in un dipinto". Le sue opere, in particolare The Odalisque Series del 2007, sono state interpretate come "indagine sulla relazione artista-modello [...] ma con una prospettiva aggiornata dell'intersoggettività femminile e del desiderio dello stesso sesso". Rielabora temi della tradizione artistica occidentale, come la rappresentazione di odalische e di donne in ambienti esotici.
La serie  FBI/Serial Portraits (2008) è basata su foto segnaletiche di donne afro-americane. Nel 2012, inaugura la sua prima mostra, intitolata Mickalene Thomas: Origin of the Universe, il cui titolo è ispirato a L'Origine du monde di Gustave Courbet del 1866, presso il Santa Monica Museum of Art, poi trasferita al Brooklyn Museum. Espone ritratti, paesaggi e interni. Nel 2013 collabora con la cantautrice Solange Knowles, creando per lei la copertina del suo EP True  consistente in un collage con il ritratto dell'artista. Collaborano anche per il trailer del video musicale del brano "Losing You". Nel 2015, viene pubblicato Muse: Mickalene Thomas portraits, un libro che raccoglie una serie di ritratti fatti dall’artista usando collage, fotografia digitale e Polaroid. La stessa Thomas ha affermato: “Il libro deriva dallo sviluppo della mia tecnica nel suo complesso”, dalle prime fotografie da studentessa d’arte, ai ritratti della madre Sandra Bush, le amiche e le amanti. Nel 2016, dopo l’uscita dell’omonimo libro, ha luogo la mostra “Muse”, che si concentra sulla pratica fotografica dell’artista. Sempre nello stesso anno, presso il MOCA (Museum of Contemporary Art) di Los Angeles, viene inaugurata la mostra Do I look like a lady?, in cui vengono raffigurate in ritratti e video famose e potenti attrici e cantanti come Diahanne Carroll e Pam Grier.
Nel 2018 collabora con la rapper Cardi B, esaltandone sensualità e glamour. Descrive lo sguardo della cantante come “mascolino” e dichiara di voler andare oltre l’immagine prescritta dall’industria musicale, che spesso riduce l'artista a una sola dimensione.

### Il rapporto con le sue modelle
La principale ispiratrice dei suoi lavori è stata sua madre, Sandra Bush. Comincia a fotografarla alla fine degli anni '90, mentre studia pittura al Pratt Institute di New York e continua più professionalmente durante il master a Yale, su suggerimento del professore e fotografo David Hilliard. “Mama Bush”, ex modella, viene fotografata come un’odalisca degli anni ’70, con espressioni da diva sicura e sensuale. Nel 2012 esce il documentario Happy Birthday to a Beautiful Woman: A Portrait of My Mother, in cui racconta il suo passato: nel film Sandra Bush è malata, racconta del il suo matrimonio violento col marito, che l'ha portata a vivere da madre single nel New Jersey. Parla della sua carriera di modella e dell’abuso di droga. Il rapporto creativo con la figlia è stato l'inizio del suo recupero. Il film ha fatto il suo esordio televisivo su HBO nel 2014, poco dopo la madre morirà.
Spesso intitola le opere con il nome delle sue modelle, per rendere la loro presenza più significativa.

## Riconoscimenti
Riceve molti premi e riconoscimenti, tra cui :
- BOMB Magazine e il MoCADA Artistic Advocacy Award (2015)
- l'AICA-USA (2014)
- Anonymous Was A Woman Grant (2013)
- Audience Award: Favorite Short
- Second Annual Black Star Film Festival (2013)
- Brooklyn Museum Asher B. Durand Award (2012)
- Timehri Award for Leadership in the Arts (2010)
- Joan Mitchell Foundation Grant (2009),
- Pratt Institute Alumni Achievement Award (2009)
- Rema Hort Mann Foundation Emerging Artist Grant (2007)

## Collezioni
I suoi lavori sono parte di varie collezioni, fra cui:
- 21c Museum,
- Akron Art Museum,
- Art Institute of Chicago[23]
- Baltimore Museum of Art[24]
- Boca Raton Museum of Art,
- Brooklyn Museum[25]
- Honolulu Museum of Art,
- International Center of Photography[26]
- Minneapolis Institute of Art[27]
- Musée des beaux-arts de Montréal,
- Museum of Fine Arts, Boston[28]
- Museum of Modern Art,[29]
- National Portrait Gallery,
- Nerman Museum of Contemporary Art[30]
- New York Public Library[31]
- Pennsylvania Academy of Fine Arts[32]
- Rubell Family Collection[33]
- San Francisco Museum of Modern Art[34]
- Seattle Art Museum[35]
- Smithsonian American Art Museum[36]
- Solomon R. Guggenheim Museum
- Studio Museum in Harlem[37]
- Taschen Collection
- Mikki and Stanley Weithorn Collection
- Whitney Museum of American Art[38]
- West Collection[39]
- Yale University Art Gallery[40]

## Mostre personali
Mostre personali dei suoi lavori sono state organizzate presso:
- Art Gallery of Ontario, Toronto, ON (2018)[41]
- The Dayton Art Institute, OH (2018);
- Wexner Center for the Arts (2018);
- Henry Art Gallery, Seattle, WA (2018)[42]
- Pomona College Museum of Art, Claremont, CA (2017)[43]
- Georgia Museum of Art, Athens, GA (2017)[44]
- Newcomb Art Museum, Tulane University, New Orleans, LA (2017);
- Spelman College Museum of Fine Arts, Atlanta, GA (2017)[45]
- Museum of Contemporary Art (2016)[46]
- Aspen Art Museum, CO (2016)[47]
- Aperture Foundation, New York (2016)[48]
- George Eastman House (2014)[49]
- Brooklyn Museum (2012-13)[50]
- Santa Monica Museum of Art (2012)[51]
- Institute of Contemporary Art, Boston (2012)[52]
- Hara Museum of Contemporary Art, Tokyo (2011)[53]
- La Conservera Contemporary Art Centre, Ceuti, Spain (2009)[54]

## Mostre comprendenti i suoi lavori
Altre mostre in cui sono stati inclusi i suoi lavori sono:
- You Are Here: Light, Color, and Sound Experience, North Carolina Museum of Art, Raleigh, NC (2018)
- Figuring History: Robert Colescott, Kerry James Marshall, Mickalene Thomas, Seattle Art Museum, Seattle, WA (2018)[55]
- The Color Line: African American Artists and the Civil Rights in the United States, Musée du quai Branly, Paris, France (2016)
- SHE: International Women Artists, Long Museum, Shanghai (2016)
- No Man’s Land: Women Artists from the Rubell Family Collection, Rubell Family Collection, Miami, traveled to the National Museum of Women in the Arts, Washington D.C. (2015)
- 30 Americans, Corcoran Gallery, Washington, D.C. (2011)[56]
- Americans Now, National Portrait Gallery, Washington, D.C. (2010)[57]